# Phemonopsis
Phemonopsis is een kevergeslacht uit de familie van de boktorren (Cerambycidae). De wetenschappelijke naam van het geslacht werd voor het eerst geldig gepubliceerd in 1948 door Breuning.

## Soorten
Phemonopsis omvat de volgende soorten:
- Phemonopsis cylindricus Breuning, 1948
- Phemonopsis grossepunctatus Breuning, 1980